# Shon Jin-hwan
Shon Jin-hwan (kor. 손진환; * 30. September 1968) ist ein ehemaliger Badmintonspieler aus Südkorea.

## Karriere
Bei den Olympischen Sommerspielen 1992 wurde Shon zusammen mit Lee Sang-bok Fünfter im Herrendoppel. Zuvor hatten beide bereits die Internationalen Meisterschaften von Ungarn und die Hong Kong Open gewonnen.

## Sportliche Erfolge
| Saison | Veranstaltung           | Disziplin    | Platz | Name                         |
| ------ | ----------------------- | ------------ | ----- | ---------------------------- |
| 1990   | Hungarian International | Herrendoppel | 1     | Lee Sang-bok / Shon Jin-hwan |
| 1991   | Hong Kong Open          | Herrendoppel | 1     | Lee Sang-bok / Shon Jin-hwan |
| 1991   | Hong Kong Open          | Mixed        | 2     | Shon Jin-hwan / Gil Young-ah |
| 1992   | Olympia                 | Herrendoppel | 5     | Lee Sang-bok / Shon Jin-hwan |